# V.90

## MODEM v.90
Estándar de la UIT bajo el cual se unieron todos los fabricantes de módems del mercado para garantizar la compatibilidad a grandes velocidades. Permite 56 kbit/s en el canal de bajada y 33.6 kbit/s en el canal de subida. Fue desarrollado entre marzo de 1998 y febrero de 1999.

## Evolución del módem
El canal telefónico para la banda de voz es un canal pasa-bajo que opera en la banda de aproximadamente 300 Hz a 3400 Hz, por consiguiente, las modulaciones tenían que operar dentro de esta banda. 
Con la introducción de la modulación QAM se logró una mejora significativa, ofreciendo densidades de información de múltiples bits por hercio. En los anteriores con modulación en FSK la densidad de información no era muy alta.
El estándar V.32 de modulación, por ejemplo, transmite 2400 símbolos por segundo (bit/s). El ancho de banda de la señal, por consiguiente, es de 600 Hz a 3000 Hz. Se consiguió mejorar el número de bps con el módem v.32 bis, que trasmitía a 14 400 bit/s.
Con el tiempo, los diseñadores de los módem empezaron a comprender que la red telefónica estaba mejorando y que estaba disponible más ancho de banda. Los módem más recientes empezaron a aprovecharse de los canales con esta característica. El V.34, por ejemplo, usa una tasa de símbolo de 3429 símbolos por segundo, dando un ancho de banda de aproximadamente 244 Hz a 3674 Hz.
El 6 de febrero de 1998 la UIT hace una nueva recomendación llamada v.90 que será ampliamente utilizada para aplicaciones como Internet y para el acceso a servicios en línea. Los módem V.90 están concebidos para conexiones que son digitales en un extremo y que tienen sólo una conversión de digital a analógica. Es posible utilizar velocidades de hasta 56 000 bit/s.

## v.90
Nombre que se ha dado a un estándar al que se unieron todos los fabricantes de módems en 1998, en el que acordaron usar el mismo sistema de intercambio de información para garantizar su compatibilidad a grandes velocidades. Es el nuevo estándar para conexiones de módems 56k. El v.90 resolvió la batalla establecida entre las dos tecnologías de 56 kbit/s: el X2 de 3COM y K56flex de Rockwell Semiconductor. La tecnología V.90 permite a los módem recibir datos sobre los 56 kbit/s a través de la PSTN (Red Telefónica Pública). V.90 superan las limitaciones teóricas impuestas sobre los módem analógicos corrientes aprovechándose de las conexiones digitales del servidor que la mayoría de los proveedores de servicio en línea e internet usan en sus extremos para conectarse a la PSTN.
El acuerdo sobre la Norma V.90 no sólo propicia la creación de una norma industrial mundial que garantiza la compatibilidad entre los nuevos módems 56K, también permite que los fabricantes adapten los módem 56K antiguos a la nueva norma de forma que los distintos modelos que ahora estaban en venta no queden obsoletos. Para los consumidores, las ventajas son conexiones más rápidas y fiables con Internet y la garantía de que la futura evolución de los módems 56K se basará en las mismas especificaciones técnicas. Además, las conexiones más rápidas aceleran la transferencia de información entre computadores y faxes y, por consiguiente, reducen las facturas telefónicas.
V.90 requiere las siguientes condiciones para plena transmisión a 56 kbit/s:
1. Digital en un extremo. Un extremo de una conexión V.90 debe terminar en un circuito digital, un troncal canalizado T1, ISDN PRI, o ISDN BRI. La llamada analógica del usuario se convierte a digital y se envía a través de la portadora de la red; la llamada permanece digital hasta que alcanza un módem digital a través de un circuito T1, PRI, o BRI.
2. Soporte V.90 en ambos extremos. V.90 debe estar soportado en ambos extremos de la conexión, por el módem analógico así como por el servidor de acceso remoto en el extremo del Host.
3. Una conversión analógica a digital.
4. Módem analógico V.90: Un módem equipado con software V.90 y unido a una línea de teléfono analógica estándar. Para conectar a velocidades V.90 (32-56 kbit/s), el dispositivo al otro extremo de la conexión debe ser un módem digital V.90 que se una a una línea T1, BRI, o PRI (del troncal).
5. Módem digital V.90: Un módem digital equipado con software V.90 y unido a una línea T1, BRI, o PRI (del troncal). Módem analógicos deben equiparse con software V.90 para conectar a velocidades V.90 (32-56 kbit/s).

|                                   | v.92         | v.90         |
| --------------------------------- | ------------ | ------------ |
| Velocidad de envío (Upload)       | 48 000 bit/s | 33 600 bit/s |
| Velocidad de recepción (Download) | 56 000 bit/s | 56 000 bit/s |
| Velocidad transmisión Fax         | 14 400 bit/s | 14 400 bit/s |
| Soporte QuickConnect              | SI           | NO           |
| Estándar de compresión de datos   | v.44         | v.42 bis     |
| Soporte de llamada en espera      | si           | si           |

La UIT ha preparado una nueva norma que vendrá a sustituir a la actual v.90, que permite 56 kbit/s en el canal de subida y 36.6Kbps en el de bajada. La nueva norma es la V.92.

## Funcionamiento del v.90
El ISP transmite a la velocidad de 56 kbit/s. El códec del emulador v.90 agrupa los bits de 7 en 7 y los codifica con secuencias de 8 bits (código 7B/8B). La velocidad a la salida del códec es de 64 kbit/s, es decir, la del canal B a la que está conectado (56*8/7 =64 kbit/s).
Las señales que recibe el conversor A/D de la central RDSI por ese canal B, las interpreta como si fuera PCM y por tanto agrupa los bits de 8 en 8 y genera con cada byte una muestra cuantificada, de amplitud correspondiente a uno de los 256 niveles de cuantificación. El resultado de este proceso es una señal modulada PAM (modulación de un tren de impulso en amplitud)
El decodificador PCM tiene a la salida un filtro paso bajo para recuperar a partir de las muestras, las señal analógica que supuestamente fue muestreada antes. Por lo tanto, el filtro inyecta en el par de cobre del cliente un señal de línea analógica en banda base a 8000 baudios. Dicha velocidad se debe a que el decodificador PCM genera 8000 muestras por segundo.
El módem v.90 del cliente, muestrea la señal que recibe de la línea con la misma frecuencia (8000 mps) y codifica cada muestra con una secuencia de 7 bits, los mismos que antes el ISP codificó en PCM mediante el codec 7B/8B. La velocidad binaria del canal descendente es de 56 kbps (8000 muestras *7 bits por muestra).
En resumen, lo que hace el codificador 7B/8B del ISP, es aprovecharse de los 256 niveles cuánticos que en su día se definieron para codificar en PCM las señales telefónicas, y constituir así el canal descendente de 56 kbit/s. En el canal descendente no se produce ruido de cuantificación dado que el codificador 7B/8B representa los 7 bits de datos con el valor de una muestra ya cuantificada. Por tanto, el muestreo que realiza el módem v.90 del cliente y la aproximación al nivel de cuantificación correspondiente, no introduce error de cuantificación porque lo que en realidad está haciendo es reproducir el valor de la muestra real.